# Muzeul Satului Vâlcea
Muzeul Satului Vâlcea (Dorfmuseum Vâlcea) ist ein Freilichtmuseum auf einer Fläche von 8 ha unweit des Drum național 7 im Dorf Bujoreni, Kreis Vâlcea in der kleinen Walachei, Rumänien.
Das Museum wurde 1969 gegründet und 1974 eröffnet. Es ist die Rekonstruktion einer traditionellen ländlichen Siedlung mit allen ihren sozialen und kulturellen Einrichtungen. Es zeigt fast 80 Gebäude und etwa 120.000 Exponate. Besondere Exponate sind das Gasthaus Bogdan von 1889, Schulen des frühen 20. Jahrhunderts sowie bis zu 200 Jahre alte Bauernhäuser mit ihren Brunnen und Toren.

## Sektionen des Museums
Der Zentrale Bereich des Museums ist der der Bauernhöfe, der unterschiedliche traditionelle Beschäftigungen in der Landwirtschaft demonstriert: Getreideanbau, Obstwiesen, Weinanbau sowie Viehzucht in den Bergen. Für all diese Landwirtschaftsformen wurden Häuser aus dem jeweiligen Teil des Kreises Vâlcea in das Museum übertragen. Besonders erwähnenswert sind die Häuser mit Turm aus der Region Horezu. Weiterhin gibt es diverse landwirtschaftliche Nebengebäude.
Den zweiten Bereich bilden sozial-kulturelle und öffentliche Gebäude: eine Grundschule des 20. Jahrhunderts, eine Holzkirche, eine Schaukel und in Zukunft auch ein Dorfrathaus.
Im Handwerksbereich werden Techniken der Rohstoffgewinnung aus Pflanzenfasern und aus dem Haar und der Haut von Tieren gezeigt. Zum Töpferhandwerk, zum Zimmermannshandwerk und zur Verarbeitung von Ziegenhaaren gibt es Werkstätten aus dem 19. und 20. Jahrhundert.
Der vierte Bereich zeigt Gebäude vom Dorfrand und aus den Bergen: Bienenstöcke, Kapellen, Grenzquellen, ein Herrenhaus eines Weinguts etc. Bemerkenswert ist auch die Innenausstattung aller Gebäude mit Fresken, Bauernmöbeln und vielen Einrichtungsgegenständen aus Holz und Metall.

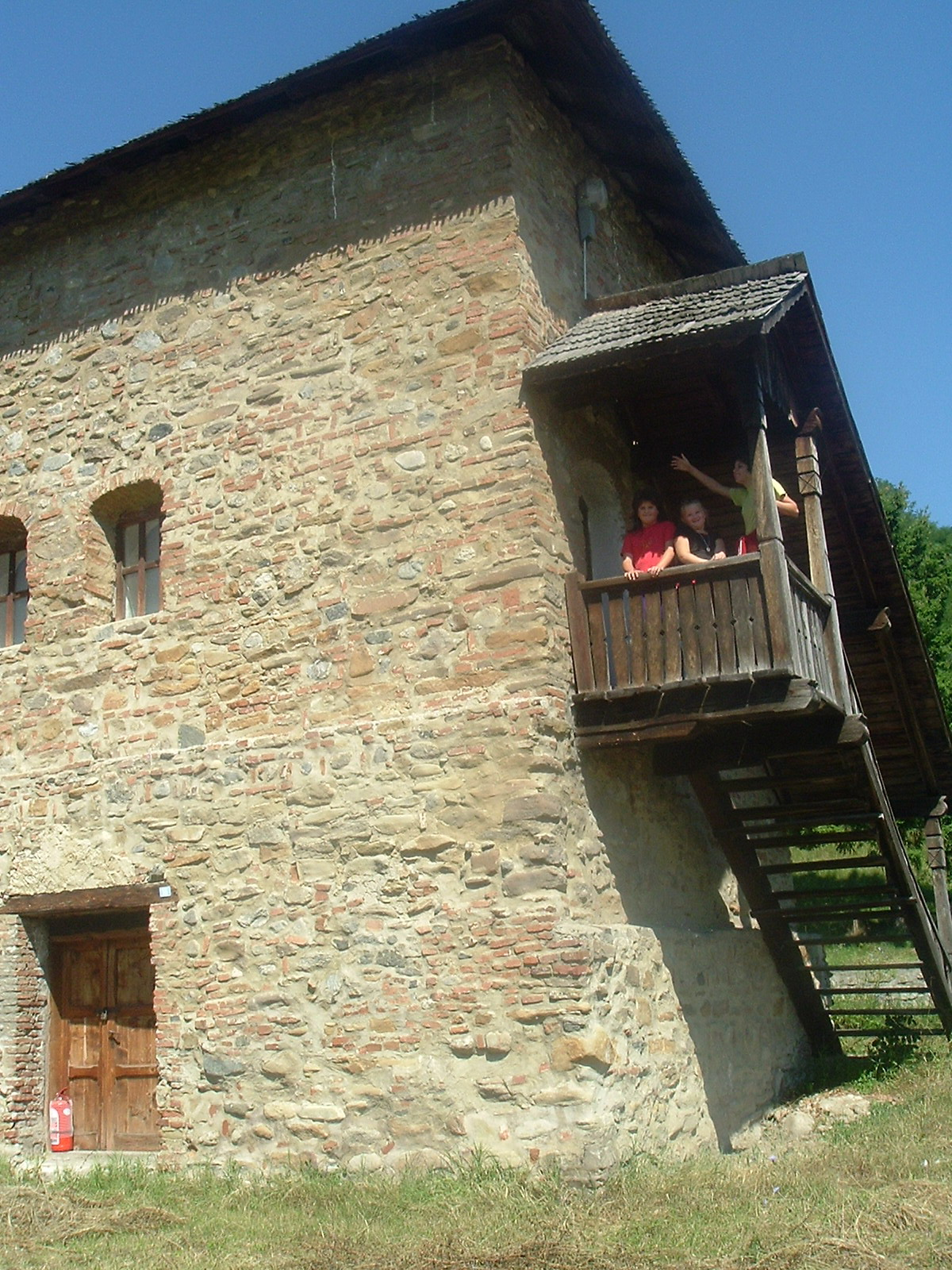
Befestigtes Haus aus Horezu
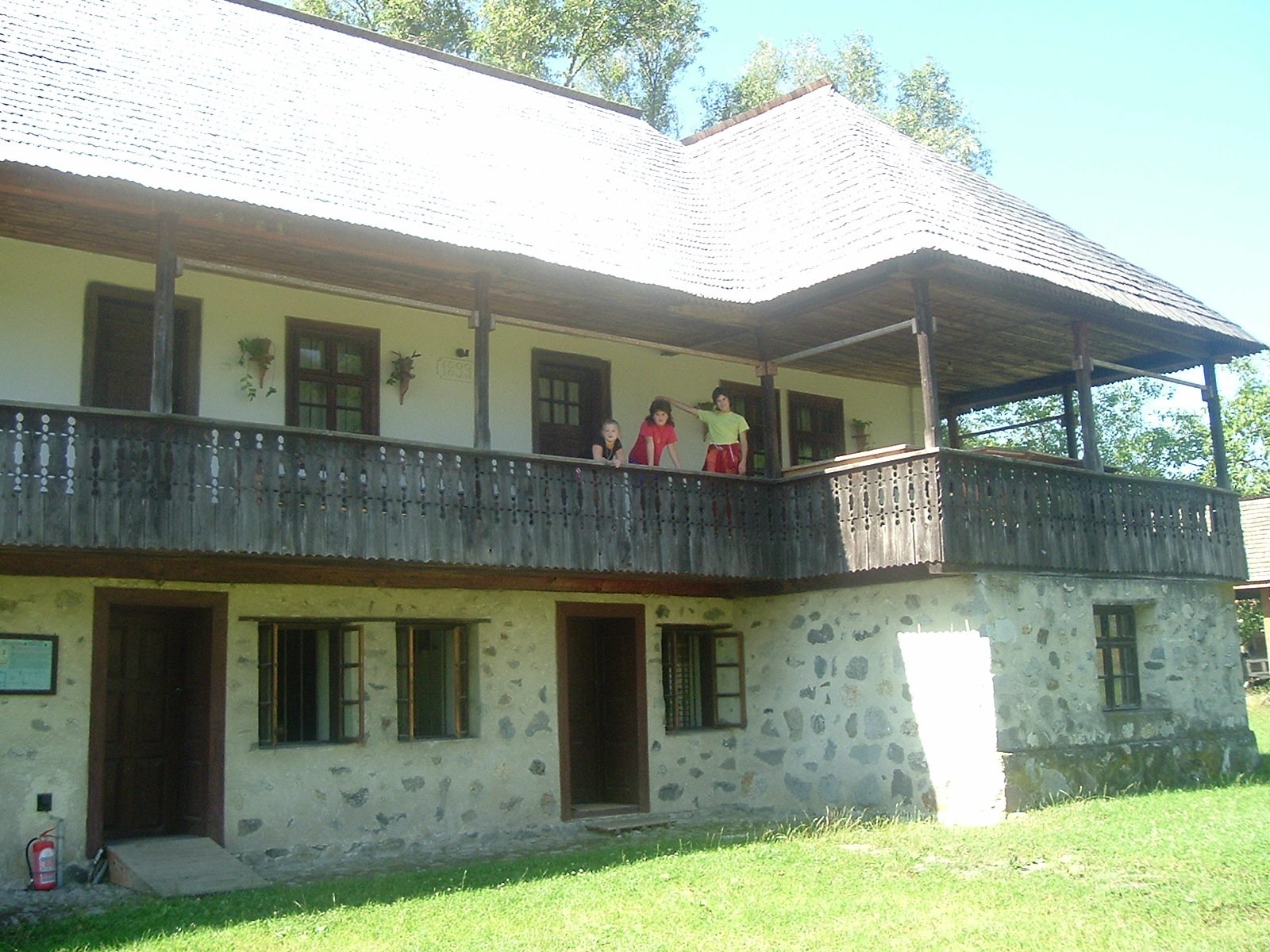
Han rural (Landgasthaus)
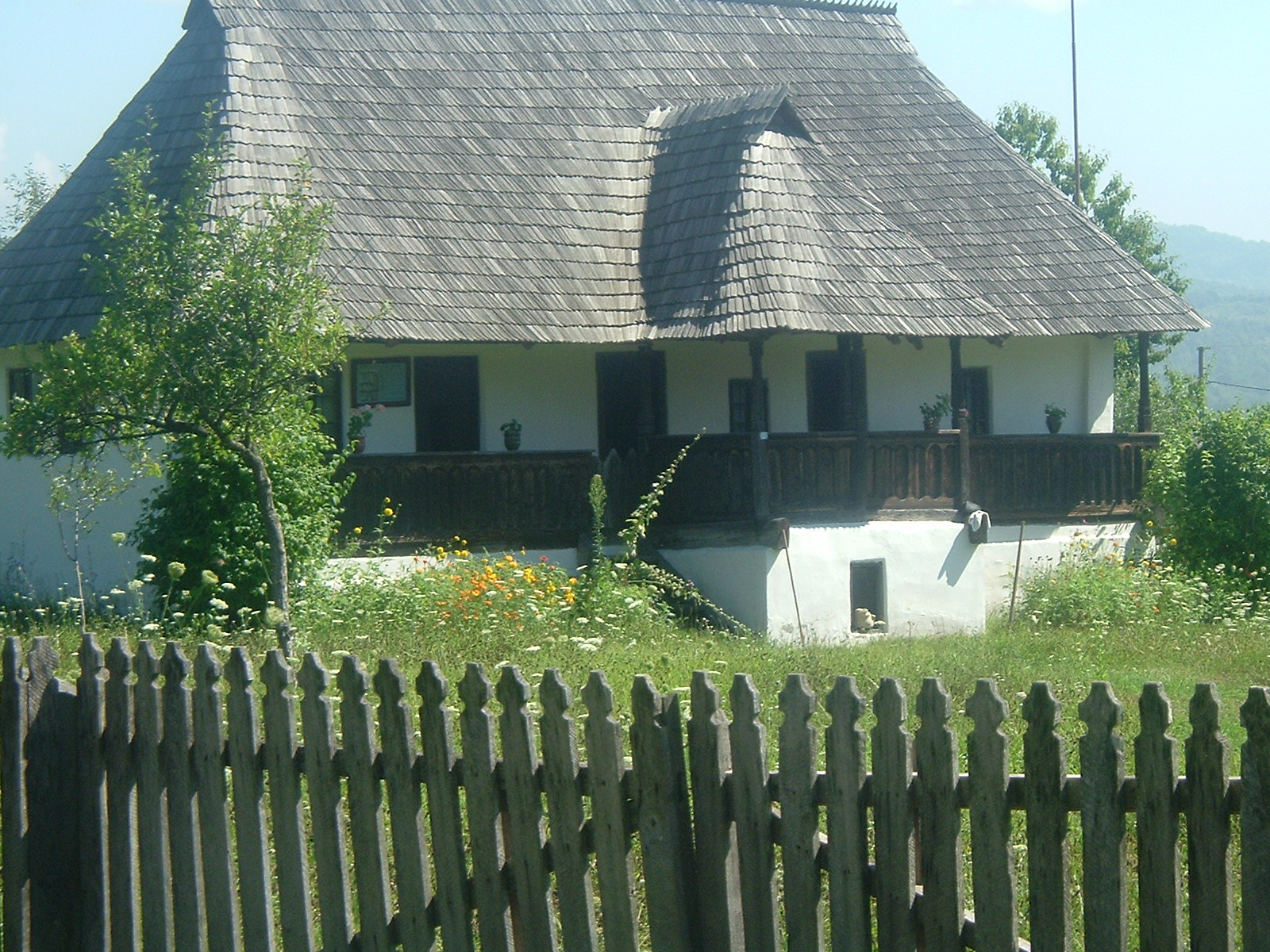
Bauernhof
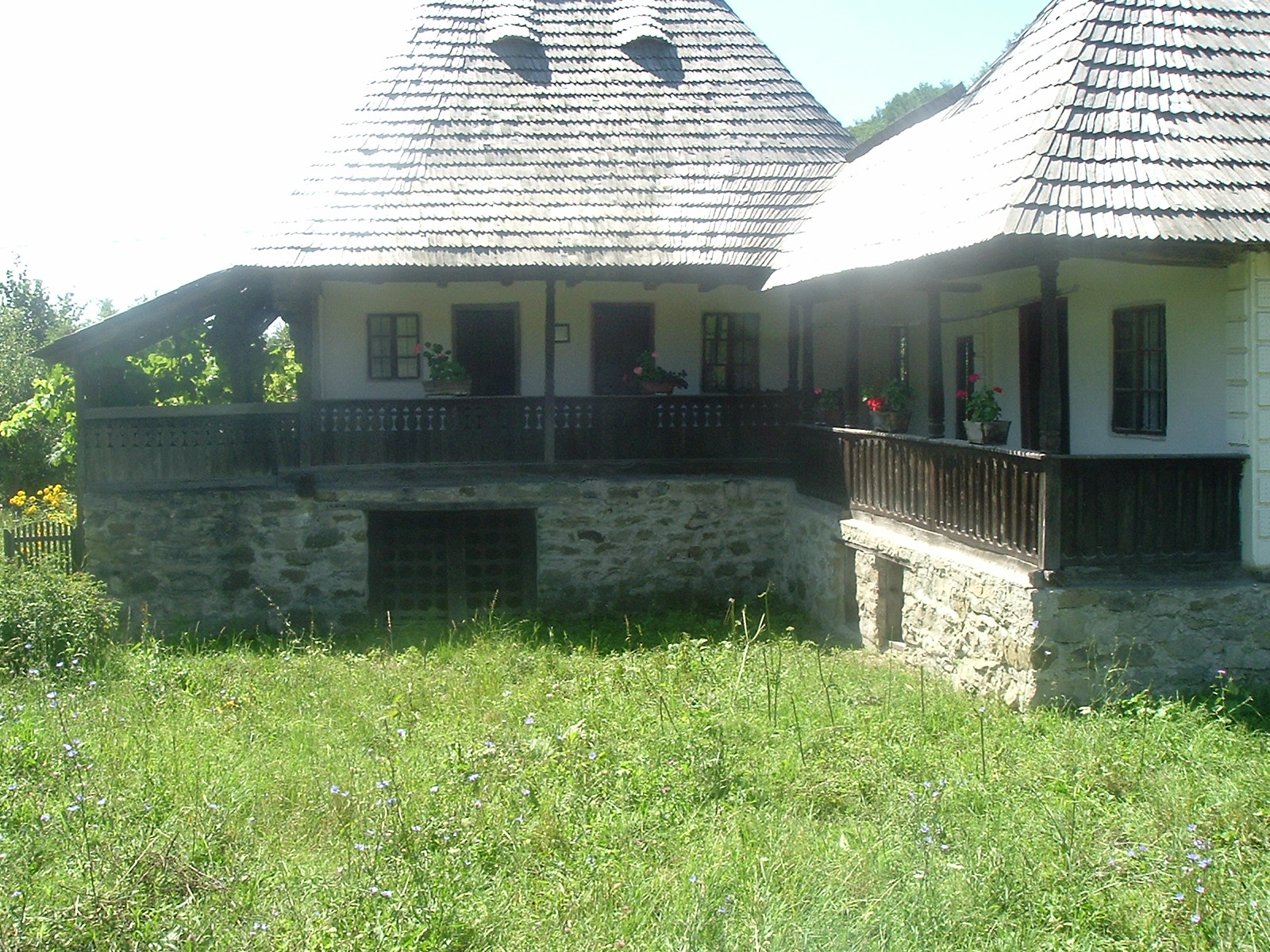
Bauernhof
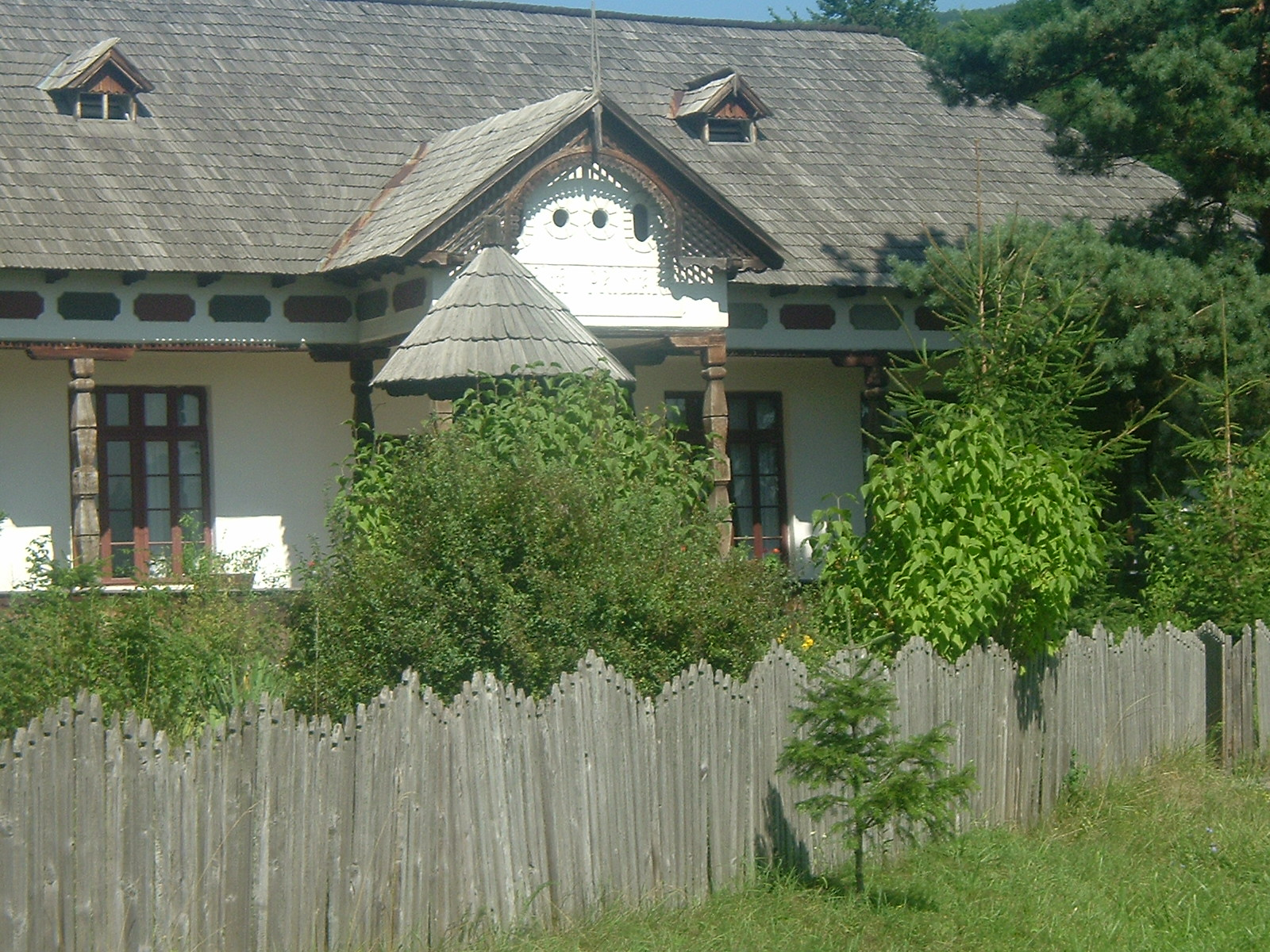
Alte Schule

## Die Holzkirchen des Museums
Eine Besonderheit des Museums sind drei Holzkirchen, die in das Museum übertragen worden sind: Die der Muttergottes geweihte Holzkirche Mrenești von 1771 aus dem gleichnamigen Ort wurde 2003 in das Museum übertragen. Die Holzkirche Mângureni stammt von 1888 und ist Mariae Himmelfahrt geweiht. Die älteste der drei Kirchen ist die für Holzkirchen ungewöhnlich alte St. Nikolaus Kirche Anghelești-Cărpiniș von 1655. Sie wurde 2009 aus dem ehemaligen Dorf Anghelești in das Museum übertragen, wurde möglicherweise aber schon früher einmal umgesetzt. Die Vieleckige Kirche besteht aus verschiedenen Bauteilen mit unterschiedlicher Breite.

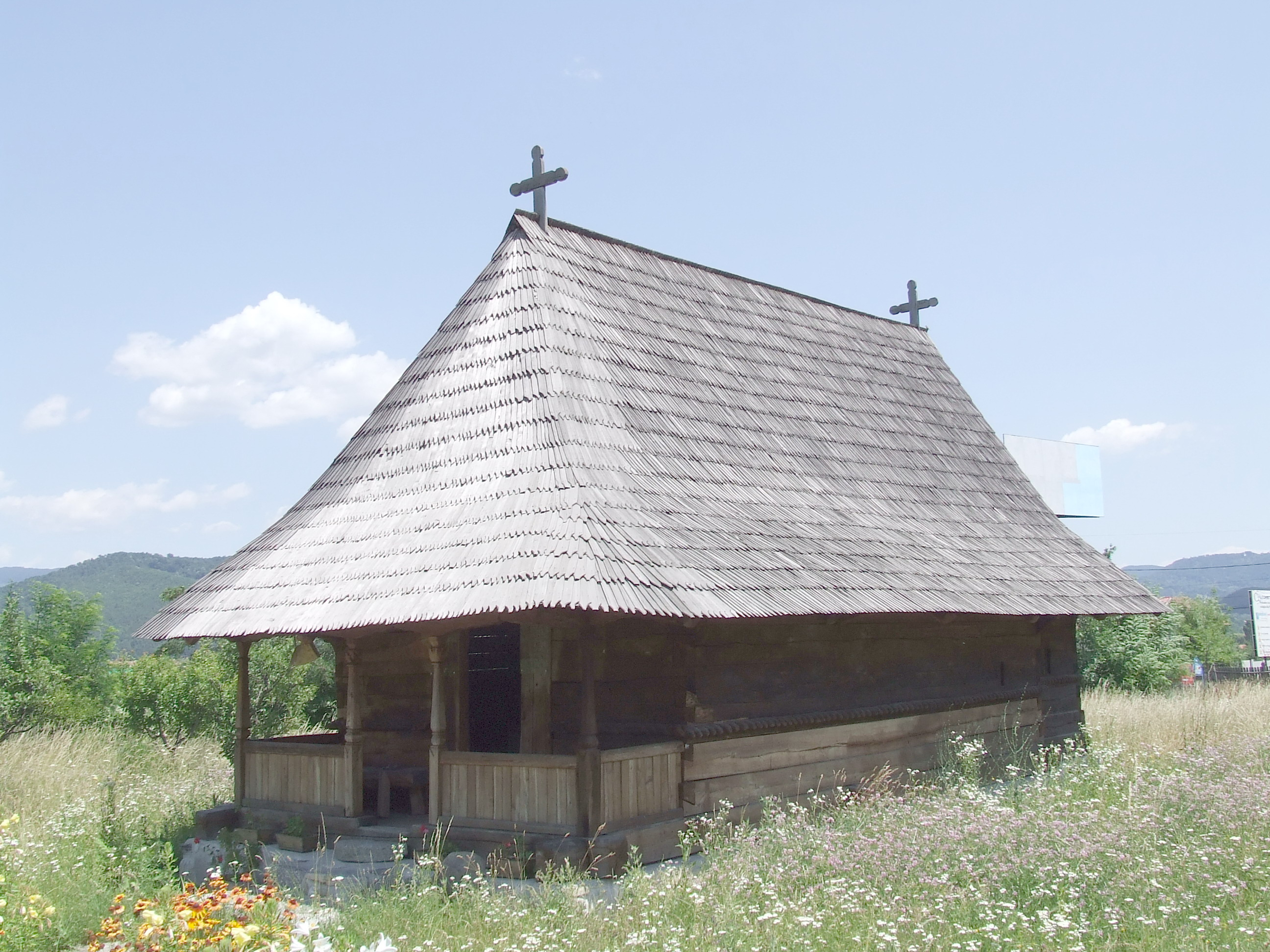
aus Mrenești
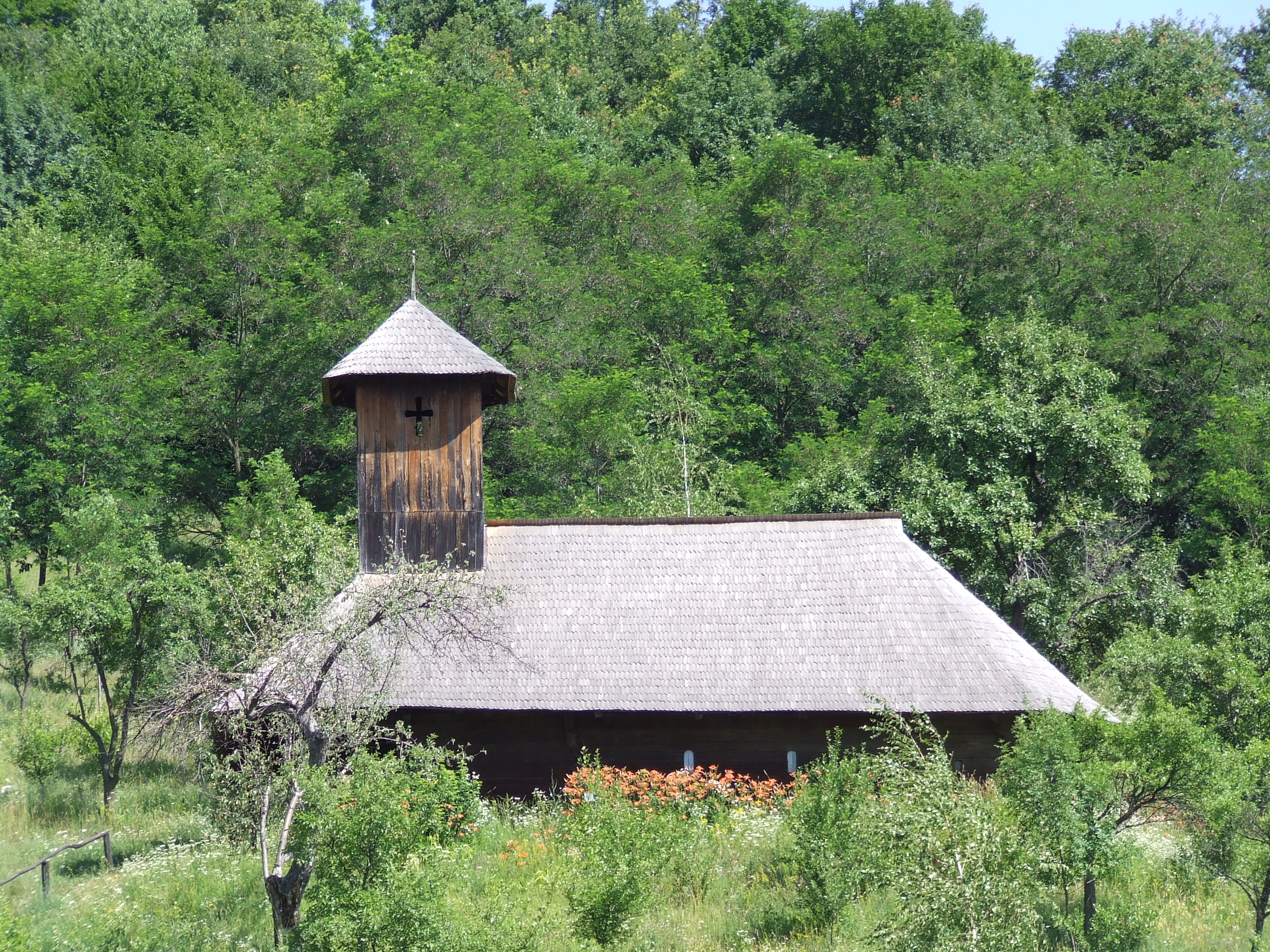
aus Mângureni
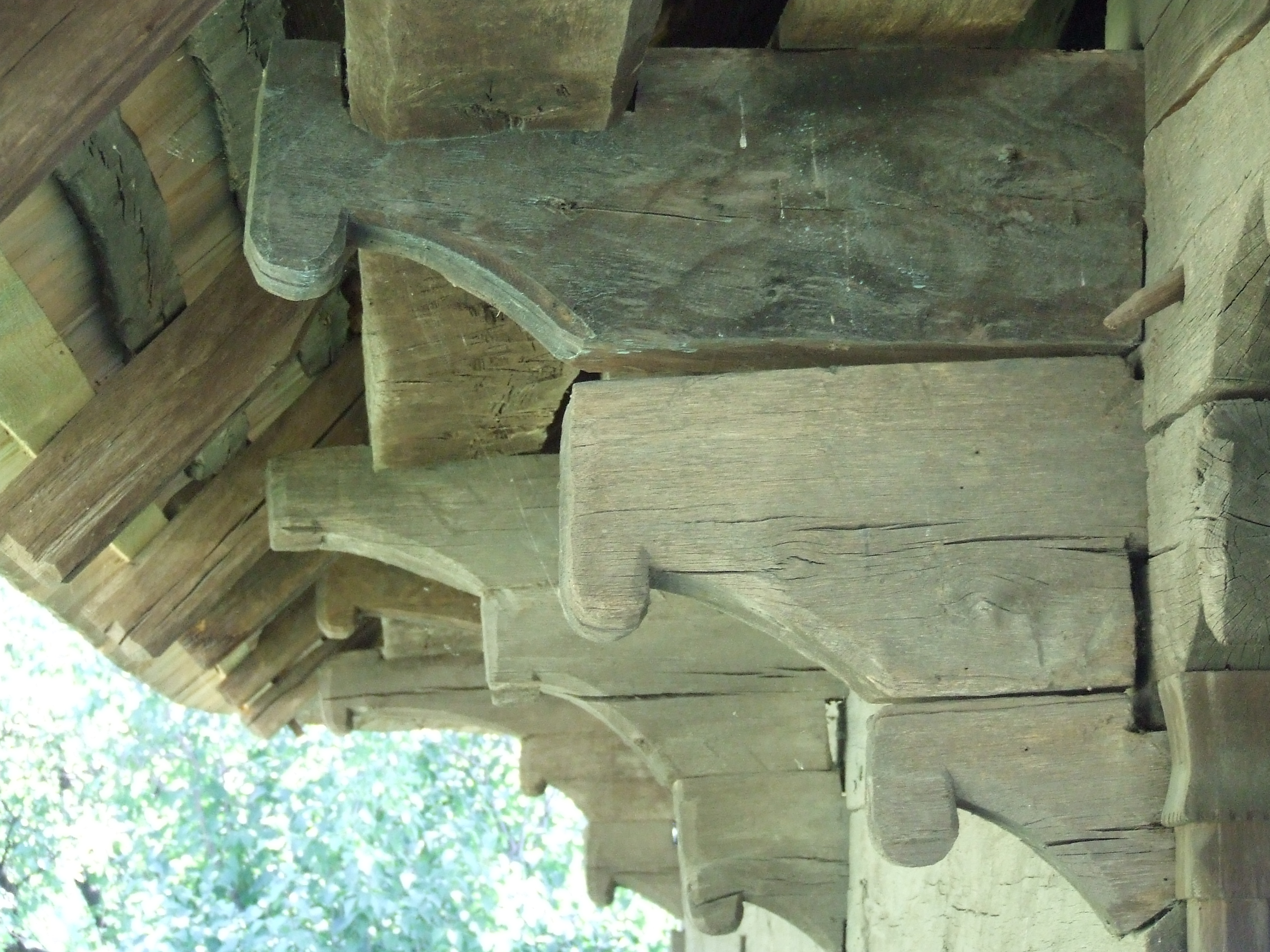
aus Mângureni
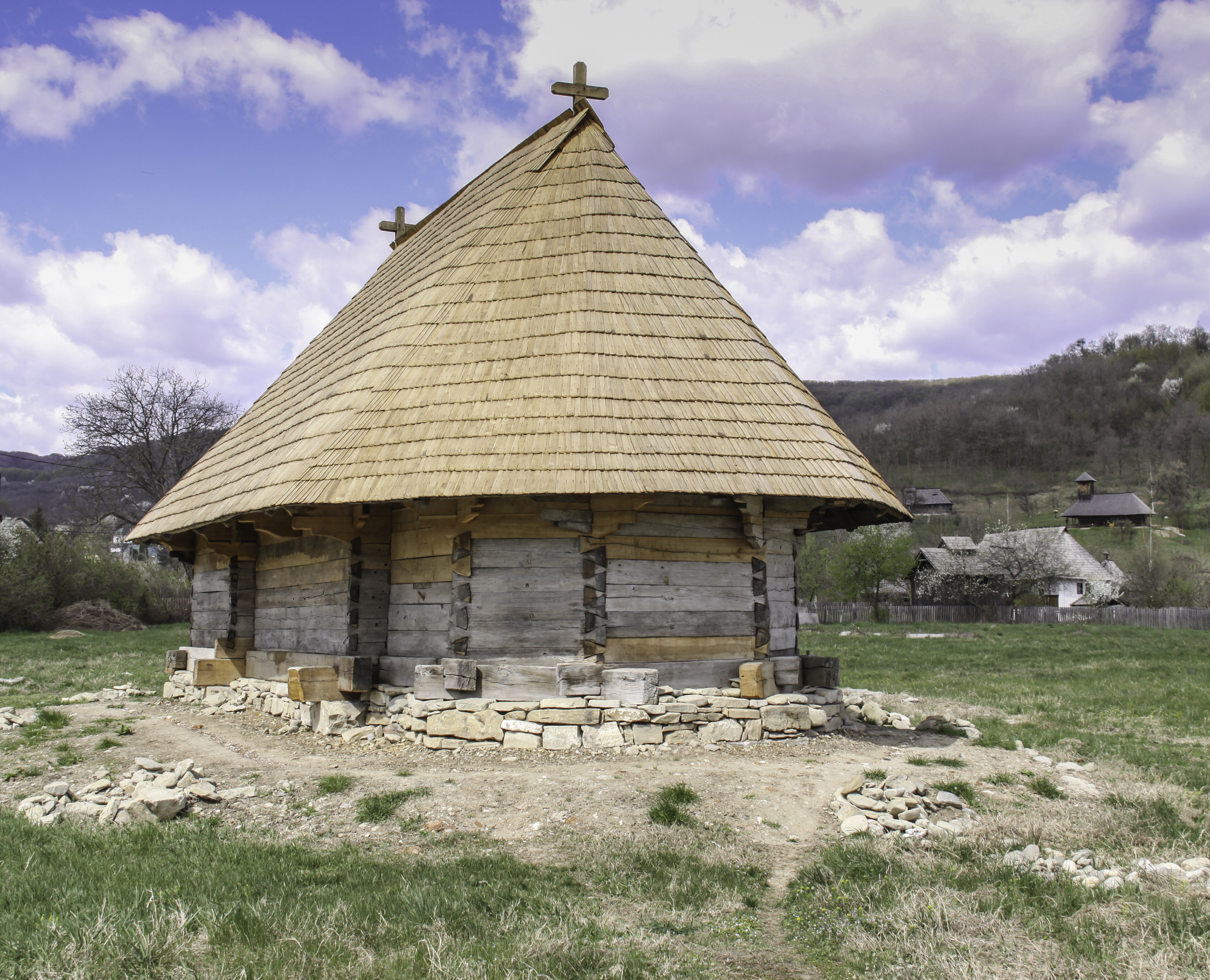
aus Anghelești-Cărpiniș
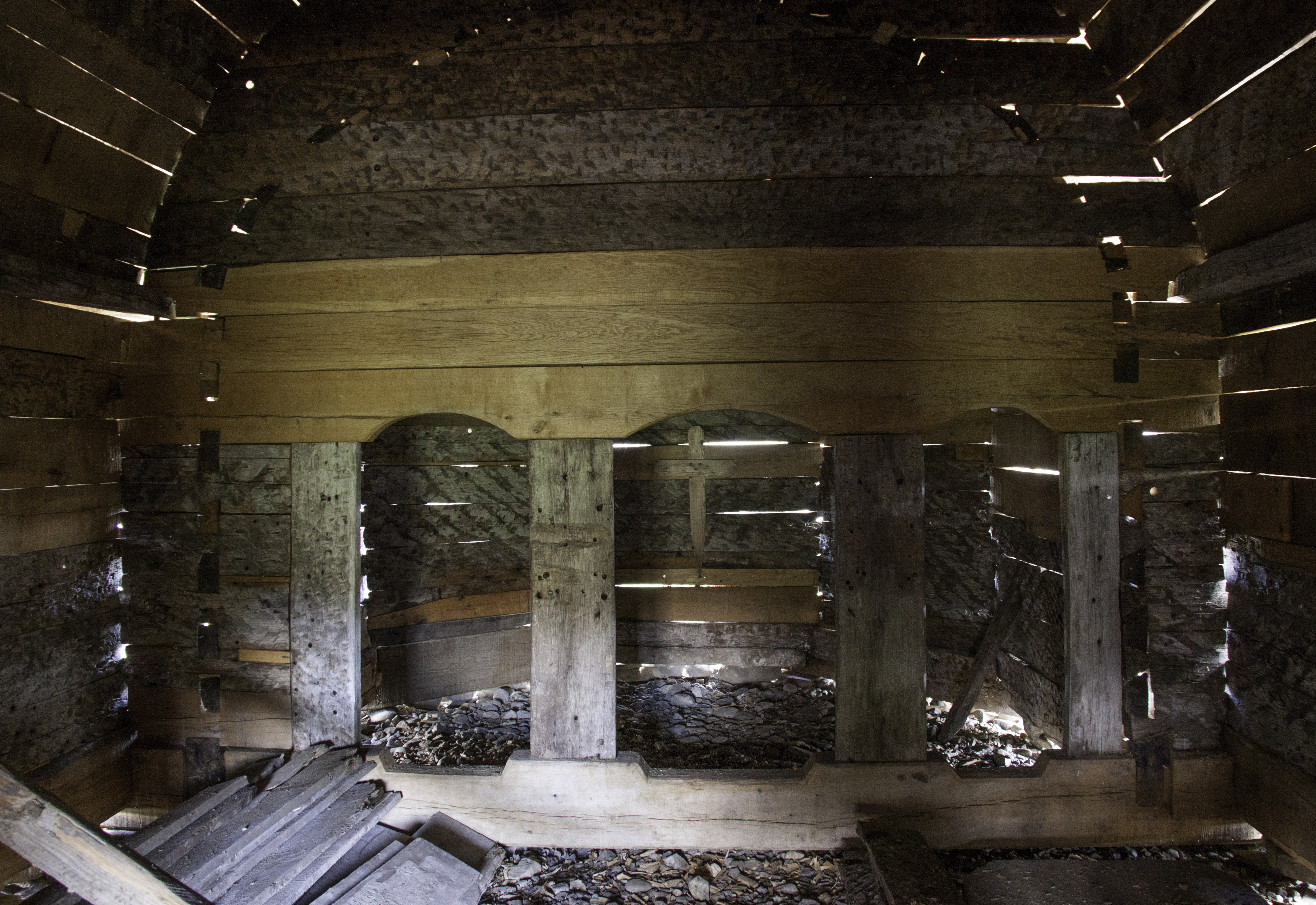
aus Anghelești-Cărpiniș